# Provincia de Módena
Módena (en italiano: provincia di Modena) es una provincia de la región de la Emilia-Romaña, en Italia. Su capital y ciudad más poblada es Módena.
Tiene un área de 2690 km², y una población total de 628.180 hab. (2001). Hay 47 comuni (municipios) en la provincia (fuente: ISTAT, véase este enlace).

## Municipios por población
(Datos a día 31 de mayo de 2005)
| Municipio             | Población |
| --------------------- | --------- |
| Módena                | 180.325   |
| Carpi                 | 64.056    |
| Sassuolo              | 41.668    |
| Formigine             | 31.126    |
| Castelfranco Emilia   | 27.473    |
| Mirandola             | 22.825    |
| Vignola               | 22.518    |
| Fiorano Modenese      | 16.477    |
| Maranello             | 16.248    |
| Pavullo nel Frignano  | 16.159    |
| Finale Emilia         | 15.349    |
| Soliera               | 14.110    |
| Nonantola             | 13.746    |
| Castelnuovo Rangone   | 12.859    |
| Spilamberto           | 11.321    |
| Novi di Módena        | 10.922    |
| San Felice sul Panaro | 10.459    |
| Castelvetro di Módena | 10.325    |